# Gelatinodiscus flavidus
Gelatinodiscus flavidus är en svampart som beskrevs av Kanouse & A.H. Sm. 1940. Gelatinodiscus flavidus ingår i släktet Gelatinodiscus och familjen Helotiaceae.   Inga underarter finns listade i Catalogue of Life.